# Avanfosă

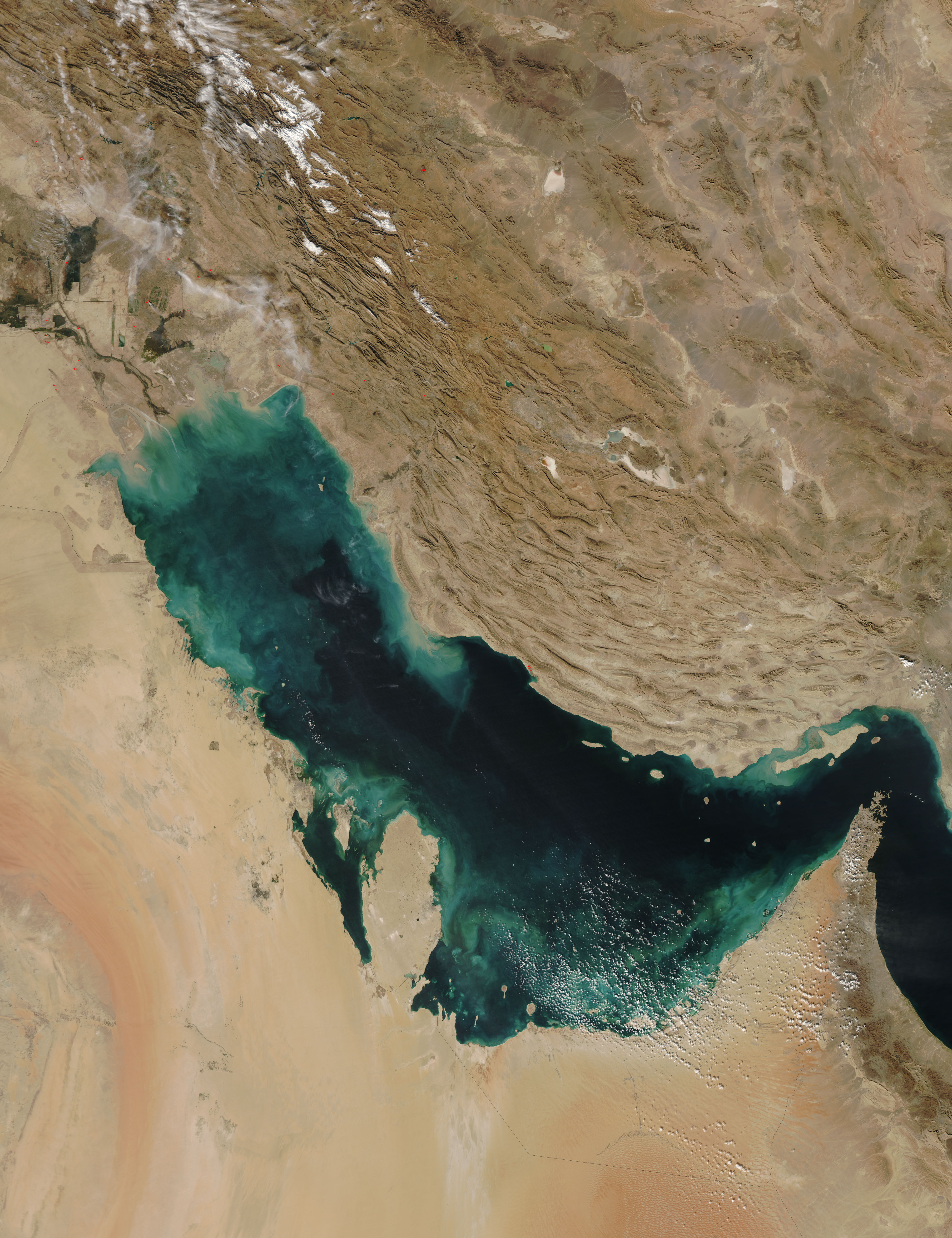
Golful Persic - o avanfosă produsă de către centura orogenică a lui Zagros

Avanfosa este aria de sedimentare care se interpune între aria de geosinclinal și aria de platformă (scut). 
În cadrul ariilor de avanfosă se depun sedimente de tip molasă, adică sedimente terigene cu o structură variabilă și cu specific litologic variabil, dar foarte frecvent cu o predominare a gresiilor, conglomeratelor, argilelor, și marnelor, depuse în medii variabile (marin, salmastru, lacustru, fluvio-lacustru). Se deosebesc molase pre-tectonice și postectonice. În funcție de rocile predominante se deosebesc molase marnoase, grezoase, argiloase, etc.